# Encore (album DJ-a Snake’a)
Encore – debiutancki album studyjny francuskiego producenta muzycznego DJ-a Snake’a, wydany 5 sierpnia 2016 roku przez Interscope Records. Album wypromowały trzy single: „Middle”, „Talk” i „Let Me Love You”.

## Lista utworów
1. „Intro (A86)” – 1:23
2. „Middle” (gośc. Bipolar Sunshine) – 3:40
3. „Sahara” (gośc. Skrillex) – 4:18
4. „Sober” (gośc. JRY) – 3:26
5. „Pigalle” (gośc. Moksi) – 4:23
6. „Talk” (gośc. George Maple) – 3:57
7. „Ocho Cinco” (gośc. Yellow Claw) – 3:42
8. „The Half” (gośc. Jeremih, Young Thug & Swizz Beatz) – 3:37
9. „Oh Me Oh My” (gośc. Travis Scott, Migos & GASHI) – 4:16
10. „Propaganda” – 4:09
11. „4 Life” (gośc. G4SHI) – 3:33
12. „Future Pt. 2” (gośc. Bipolar Sunshine) – 3:42
13. „Let Me Love You” (gośc. Justin Bieber) – 3:25
14. „Here Comes the Night” (gośc. Mr Hudson) – 4:46

Wydanie japońskie
1. „True Love” – 3:21
2. „You Know You Like It” (DJ Premier Remix) (DJ Snake & AlunaGeorge) – 4:07

## Notowania na listach przebojów
| Lista                                       | Najwyższa pozycja |
| ------------------------------------------- | ----------------- |
| Australia (Top 50 Albums)                   | 10                |
| Austria (Ö3 Austria Top 40)                 | 42                |
| Belgia (Ultratop 200 Albums, Flandria)      | 22                |
| Belgia (Ultratop 200 Albums, Wallonia)      | 11                |
| Kanada (Canadian Albums Chart)              | 5                 |
| Dania (Tracklisten)                         | 3                 |
| Holandia (Mega Album Top 100)               | 14                |
| Finlandia (Top 50 Albums)                   | 8                 |
| Francja (SNEP)                              | 9                 |
| Niemcy (Media Control Charts)               | 73                |
| Irlandia (Albums Chart)                     | 76                |
| Włochy (FIMI)                               | 95                |
| Nowa Zelandia (RIANZ)                       | 13                |
| Norwegia (VG-lista)                         | 2                 |
| Szkocja (OCC)                               | 78                |
| Hiszpania (PROMUSICAE)                      | 59                |
| Szwecja (Sverigetopplistan)                 | 6                 |
| Szwajcaria (Alben Top 100)                  | 14                |
| Wielka Brytania (UK Albums Chart)           | 46                |
| Stany Zjednoczone (Billboard 200)           | 8                 |
| Stany Zjednoczone (Dance/Electronic Albums) | 1                 |
| Stany Zjednoczone (Top Digital Albums)      | 12                |

## Certyfikaty i sprzedaż
| Kraj                         | Certyfikat      | Sprzedaż   |
| ---------------------------- | --------------- | ---------- |
| Brazylia (Pro-Música Brasil) | złota płyta     | 20 000+    |
| Dania (IFPI Danmark)         | platynowa płyta | 20 000+    |
| Francja (SNEP)               | platynowa płyta | 100 000+   |
| Polska (ZPAV)                | platynowa płyta | 20 000+    |
| Singapur (RIAS)              | platynowa płyta | 10 000+    |
| Stany Zjednoczone (RIAA)     | platynowa płyta | 1 000 000+ |